# Cyatholipus
Genre
Synonymes
- Moero O. Pickard-Cambridge, 1904

Cyatholipus est un genre d'araignées aranéomorphes de la famille des Cyatholipidae.

## Distribution
Les espèces de ce genre sont endémiques d'Afrique du Sud.

## Liste des espèces
Selon World Spider Catalog (version 16.0, 23/02/2015) :
- Cyatholipus avus Griswold, 1987
- Cyatholipus hirsutissimus Simon, 1894
- Cyatholipus icubatus Griswold, 1987
- Cyatholipus isolatus Griswold, 1987
- Cyatholipus quadrimaculatus Simon, 1894
- Cyatholipus tortilis Griswold, 1987

## Publication originale
- Simon, 1894 : Histoire naturelle des araignées. Paris, vol. 1, p. 489-760 (texte intégral).